# アイヒタール
アイヒタール (ドイツ語: Aichtal, ドイツ語発音: [ˈa͜içtaːl] ( 音声ファイル)) は、ドイツ連邦共和国バーデン＝ヴュルテンベルク州シュトゥットガルト行政管区のエスリンゲン郡に属す市である。同州中部、州都シュトゥットガルトの南約 18 km に位置している。本市はシュトゥットガルト地方（1992年まではミッテレラー・ネッカー地方）およびシュトゥットガルト大都市圏に属している。1975年に、市町村再編によってグレツィンゲン、アイヒ、ノイエンハウスが合併して成立した街で、人口は約1万人である。

## 地理

### 位置
アイヒタールは、フィルダー平地の南端、市名の由来にもなったアイヒ川の谷に位置している。アイヒ川はネッカー川の支流である。ガルゲンベルク、クラインベルグレ、シャイヒベルクの尾根によってネッカー川の谷と隔てられている。アイヒ川とシャイヒ川が形成した谷の分岐点の角に位置するノイエンハウス市区は、大部分がシェーンブーフ自然公園に含まれる。アイヒタールの斜面は牧草地や果樹園に覆われている。市域の高度は、グレツィンゲン汚水処理場近くの 295 m からシェーンブーフのベッツェンベルクの 495 m に分布している。

### 市域の広がり
本市の面積は 23.64 km2 で、このうち 1.43 km2 が住宅地である。総面積のほぼ半分にあたる 10.45 km2 が森林で、その大部分がシェーンブーフである。市域の東西幅はアイヒ川沿いの 11.0 km、南北幅は 3.4 km である。

### 隣接する市町村
アイヒタールは、北はフィルダーシュタット、北東はヴォルフシュルーゲン、東はニュルティンゲン、南はネッカータイルフィンゲンおよびシュライトドルフ、南西はヴァルトドルフヘスラハ（ロイトリンゲン郡）、西はヴァルデンブーフ（ベーブリンゲン郡）と境を接している。

### 市の構成
アイヒタールは、グレツィンゲン（4,472人、7.68 km2）、アイヒ（3,324人、6.11 km2）、ノイエンハウス（2,147人、9.85 km2）の3地区からなる（人口は2020年現在）。アイヒ地区には空間的に離れた集落ルードルフスヘーエが含まれ、グレツィンゲン市区にはベルクヴィルツハウス住宅地が含まれる。アイヒ市区には廃村ボムバッハとミュールシュテッテンがあり、ノイエンハウス地区にはフォルストハウス、ヴァルトブルーダーハウス、グリューネス・ホイスレ、ブルステルベルクがある。

### 土地利用
2021年現在のこの街の用途別土地面積および占有率は以下の通りである。
| 用途         | 面積 (ha) | 占有率 (%) |
| ------------ | --------- | ---------- |
| 住宅用地     | 143       | 6.1        |
| 商工業用地   | 55        | 2.3        |
| レジャー用地 | 19        | 0.8        |
| 交通用地     | 131       | 5.5        |
| 農業用地     | 899       | 38.1       |
| 森林         | 1045      | 44.3       |
| 水域         | 16        | 0.7        |
| その他       | 52        | 2.2        |
| 合計         | 2360      | 100.0      |

## 歴史
1975年1月1日、行政改革に伴ってグレツィンゲン市とそれまで独立した町村であったアイヒおよびノイハウスが合併して、アイヒ市区に行政機関を置くグレツィンゲン市が成立した。この市名に対して、格下げと感じた一部住民がいたアイヒとノイハウスの抵抗により、この市は1978年8月1日にアイヒタールと改名された。

### 行政上の帰属
ヴュルテンベルク王国の建国に伴い、アルトヴュルテンベルクのグレツィンゲン市とアイヒおよびノイハウスは、1806年にオーバーアムト・ニュルティンゲンに編入された。ナチ時代のヴュルテンベルクにおける郡域再編により、1938年に同名の郡の所属となった。1945年にこの地域はアメリカ管理地区の一部となり、新設されたヴュルテンベルク＝バーデン州に属した。この州は、1952年に現在のバーデン＝ヴュルテンベルク州となった。1973年のバーデン＝ヴュルテンベルク州の郡域再編で、3市町村はエスリンゲン郡に含まれた。

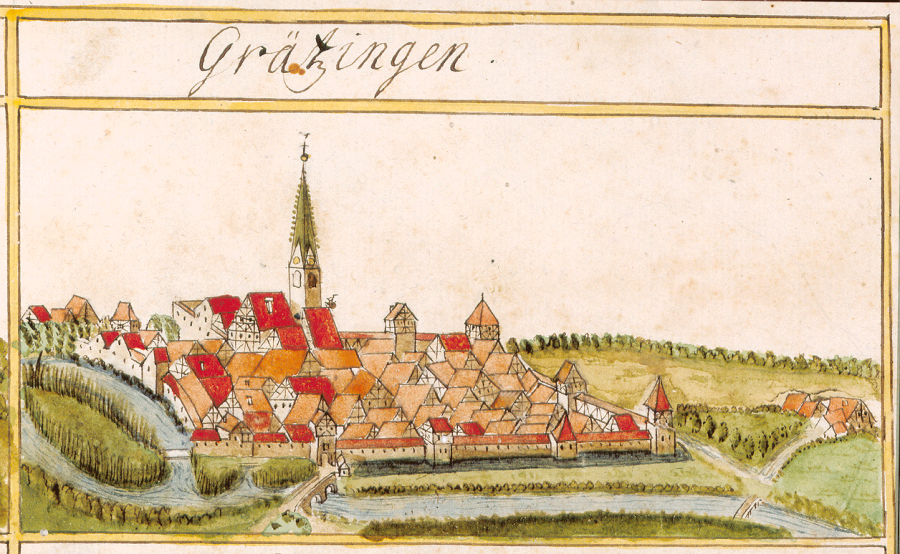
1683年にアンドレアス・キーザーによって描かれたグレツィンゲンの絵図

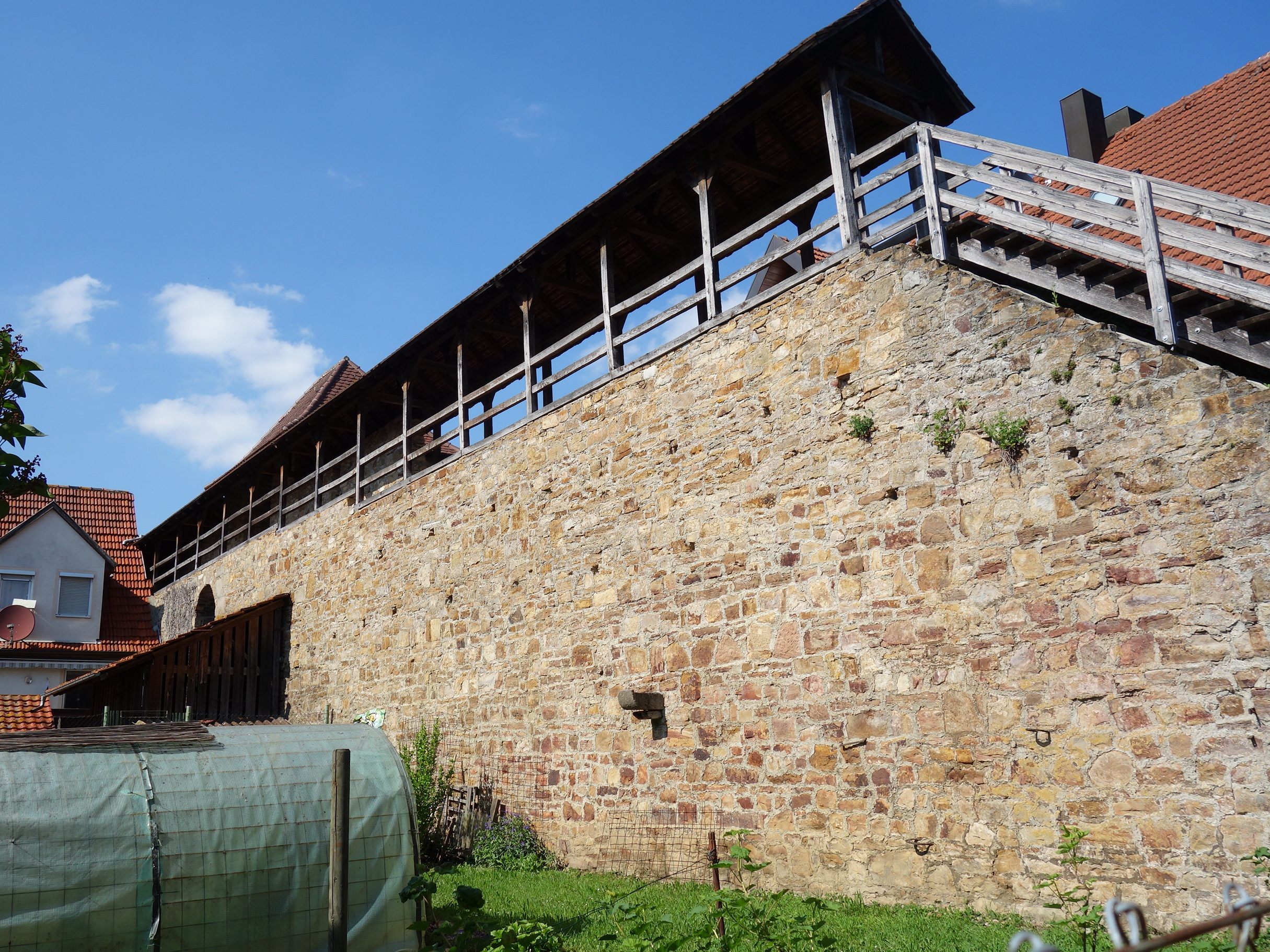
グレツィンゲンの市壁の遺構

### グレツィンゲン
グレツィンゲン（シュヴァーベン語では Gretzeng グレッツェング）は、アイヒ川沿いに位置しており、新石器時代からすでに集落が営まれていた。2008年のアイヒ川河川工事により石器や土器の破片が発見された。
グレツィンゲンは、ハインリヒ4世の文書中、1075年に初めて記録されている。この文書は、ヒルザウ修道院が所有するグレツィンゲンのブドウ畑に関するものであった。アレマン人の集落は遅くとも7世紀には成立しており、現在のアルトグレツィンガー・タールにあった。地名はおそらくジッペの指導者の名前 Gretz に由来する。
おそらく13世紀前半にグレツィンゲンの領主の一人が集落南部のアイヒ川沿いに水城とその付属建造物を建設した。グレツィンゲン市は、1275年頃にルドルフ・フォン・ハプスブルクの支援を受けた騎士ディーポルト・フォン・ベルンハウゼンによって、影響力を増してきたヴュルテンベルクのニュルティンゲン市に対する防衛施設として建設された。グレツィンゲンは1304年に初めて「都市」として記録されている。原型となった村の住民たちは市壁の中に移動し、元の村は衰退した。1337年、ディーポルトの息子がグレツィンゲン市をヴュルテンベルクに売却した。
14世紀から16世紀までグレツィンゲンは、アイヒ、ネッカータイルフィンゲン、ネッカーテンツリンゲン、ノイエンハウス、ヴォルフシュルーゲンが属すアムトの所在地であった。その後グレツィンゲンはアムト・ニュルティンゲンに編入された。
シュマルカルデン戦争でグレツィンゲン住民は、1546年に財政困難のため街の大砲を売却した。略奪を働こうとする兵士が近づくと、住民たちは木製の井戸の筒を掘り出して、市壁の狭間にはめ込んだ。近づいてきた兵士たちはこれを大砲と勘違いして、街を攻撃せずに行き過ぎた。
1634年から1635年にグレツィンゲン住民243人と、町を破壊されてこの街に避難していたネッカータイルフィンゲン住民のうち194人がペストの犠牲となった。三十年戦争後この街の人口は1/3になっていた。グレツィンゲンは、アムト・ニュルティンゲンで2番目に裕福な街から最も貧しい街に転落した。貧困のため、18世紀半ばに数多くの貧しい人々が、主に北アメリカに移住していった。
1845年の大火で、市庁舎や学校を含む13棟の建物が破壊された。

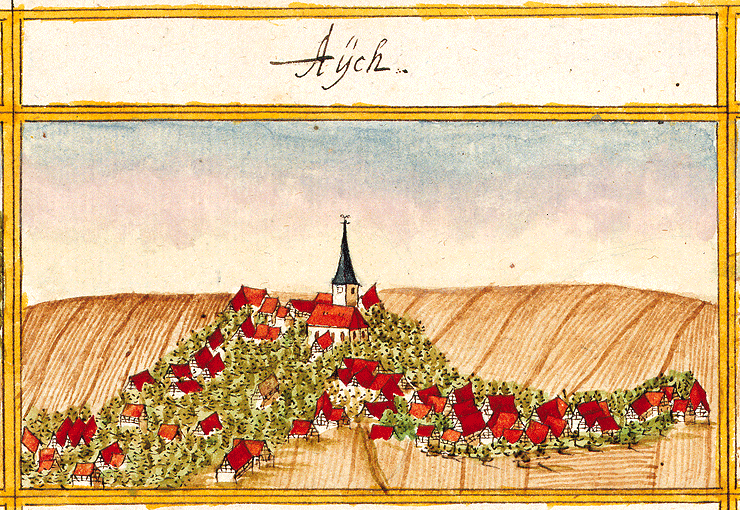
1683年頃にアンドレアス・キーザーによって描かれたアイヒ

### アイヒ
アイヒは、1103年にヴェルナーとヴォルフラムのフォン・アイヒャハ兄弟の寄進状に初めて登場する。1312年にはベルンハウゼン領主家の所有となっていたことが判っているが、1319年に教区教会の Frauenpfründe に売却された。その後「フェークテ・フォン・アイヒ」が土地所有者として出現する。彼らはテュービンゲン宮中伯（ヘレンベルゲン系）の騎士・家人であった。フェークテ・フォン・アイヒ家はノイエンハウスとシュライトドルフに所領を有していた。1369年にロイトリンゲンの Sperwern がこの村を550プフント・ヘラーで購入した。その後1382年にヘレンベルク領とともにヴュルテンベルクに売却された。ヴュルテンベルクはアイヒをアムト・グレツィンゲンに編入した。その後16世紀初めにこのアムトが解消され、アムト・ニュルティンゲンに属した。1383年にはこの村に12の「ヒュプリン」（小規模な農場）があった。エスリンゲン郡文書館で最も古い文書は、1404年にハインツ・シュトル・フォン・ベルンハウゼンのボムバッハミューレ（アイヒ住民に使用が義務づけられた水車）のレーエン取得について記している。この水車は1369年に存在していたことが証明されている。
1449年の南ドイツ都市戦争でこの村は、ロイトリンゲンによって大部分が焼き払われた。アイヒは1586年の大火で再びほぼ完全に焼失し、公領の建築マイスターであるハインリヒ・シックハルトの指揮下で再建された。この村はヴュルテンベルク公領の地理的中心地点であるとされていた。
1945年4月20日、主にモロッコ人で構成されたフランス軍によってこの村は占領され、略奪された。

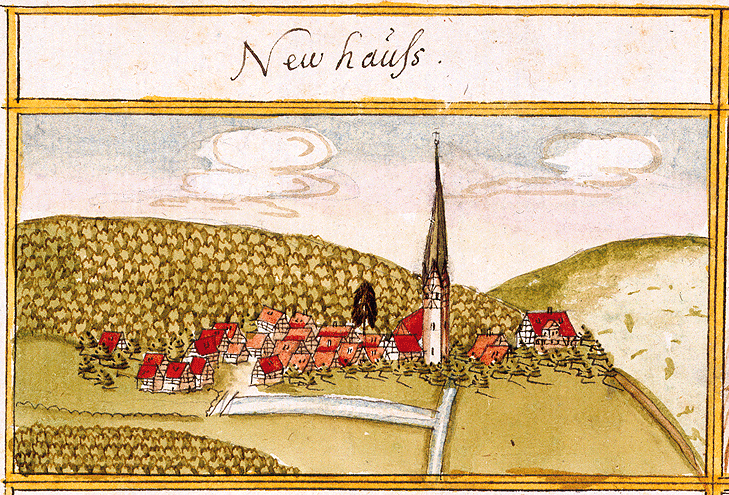
1683年にアンドレアス・キーザーによって描かれたノイエンハウスの絵図

### ノイエンハウス
ベッツェンベルクには、ハルシュタット時代の墳墓や、ローマ時代の数多くの遺構や墓地が存在する。
ノイエンハウスは、1312年に Neues Haus (zem Niwenhuse) として初めて記録されている。これはテュービンゲン宮中伯の水城に関する記述で、その近くに領地の村が存在した。ノイエンハウスは1347年に財政難のためにヴュルテンベルクに売却された。15世紀半ばまでにシュペート家がこの城をレーエンとして取得した。1600年頃、古い水城の基礎の上に、現存する木組み建築のシュレスレ（小さな城館）が建設された。
ベッツェンベルクの斜面にあるブルステルベルクという農場の名前は、ここに中世の城があり、1670年まで住人がいたが、その後荒廃したという事実に由来している。最後の所有者となったフィリップ・グレンプ・フォン・フロイデンシュタインが子供を遺さずに亡くなった後、この城は1641年にヴュルテンベルク家の所有となり、フリードリヒ・フォン・ラゴヴィッツがクンケルレーエン（女性も相続可能なレーエン）として所有した。この城に最後に住んだ人物となった未亡人が1670年になくなったときにはすでにこの城は酷く荒廃していた。
14世紀から20世紀半ばまでノイエンハウスでは製陶業が営まれていた。そのための陶土は近くのベッツェンベルクで産出した。ウルリヒ公はウンターフランケンから陶工マイスターを招き、シェーンブーフから無料の薪の提供を約束した。1848年にはこの村に78人の陶工マイスターがおり、労働人口のほぼ2/3がこの職業に就いていたことになる。これにより、民衆に親しまれたシュヴァーベン語の地名 Häfner-Nuihausa（陶工の Nuihausa）が1720年の公的な記録に表れ、約 15 km 離れた Katholisch-Nuihausa（カトリックの Nuihausa、ノイハウゼン・アウフ・デン・フィルデルン）と区別されている。ノイエンハウスの住民は、近隣の町では単に「ヘフナー」（陶工）と呼ばれることが多い。
もう一つの収入源が、シャイト川で獲れ、シュトゥットガルトやテュービンゲンで定期的に販売される甲殻類であった。この他にウールベルクでは1832年までワインが造られていた。

## 住民

### 都市と人口の発展
グレツィンゲンとアイヒでは、戦後から1980年代まで、町の中心部の高台の南斜面に新しい住宅地が建設された。グレツィンゲンでは、1948年からシェーンブリック住宅地、1971年からブルーメン住宅地が建設された。アイヒでは、ズルツエッカー（1956年）、集落の北東に位置するルードルフスヘーエ（1957年）、シュタイネンエッカーおよびゲマインデベルク（1973年）が整備された。ノイエンハウスは、1965年から1980年代までヴァルデンブーフからニュルティンゲンを結ぶ道路沿い、グレラハ、ザントエッケルン、ベッツェンベルクの斜面に新しい住宅が建設された。1969年からアイヒの北にアイヒホルツ産業地区が設けられた。隣接するリートヴィーゼンには。1976年から Aldi が進出している。
1990年代末、シェーンブリック住宅地はフロシェゲルト新興住宅地周辺まで発展し、ブルーメン住宅地もホーアー・ラインまで拡張された。ノイエンハウスの北端にも新興住宅地が建設された。グレツィンゲンとルドルフスヘーエとの間でさらなる住宅地開発が行われている。
2004年にアイヒタールには 4,310世帯が住んでおり、平均世帯人数は2.3人であった。住民の平均年齢は39.9歳であった。

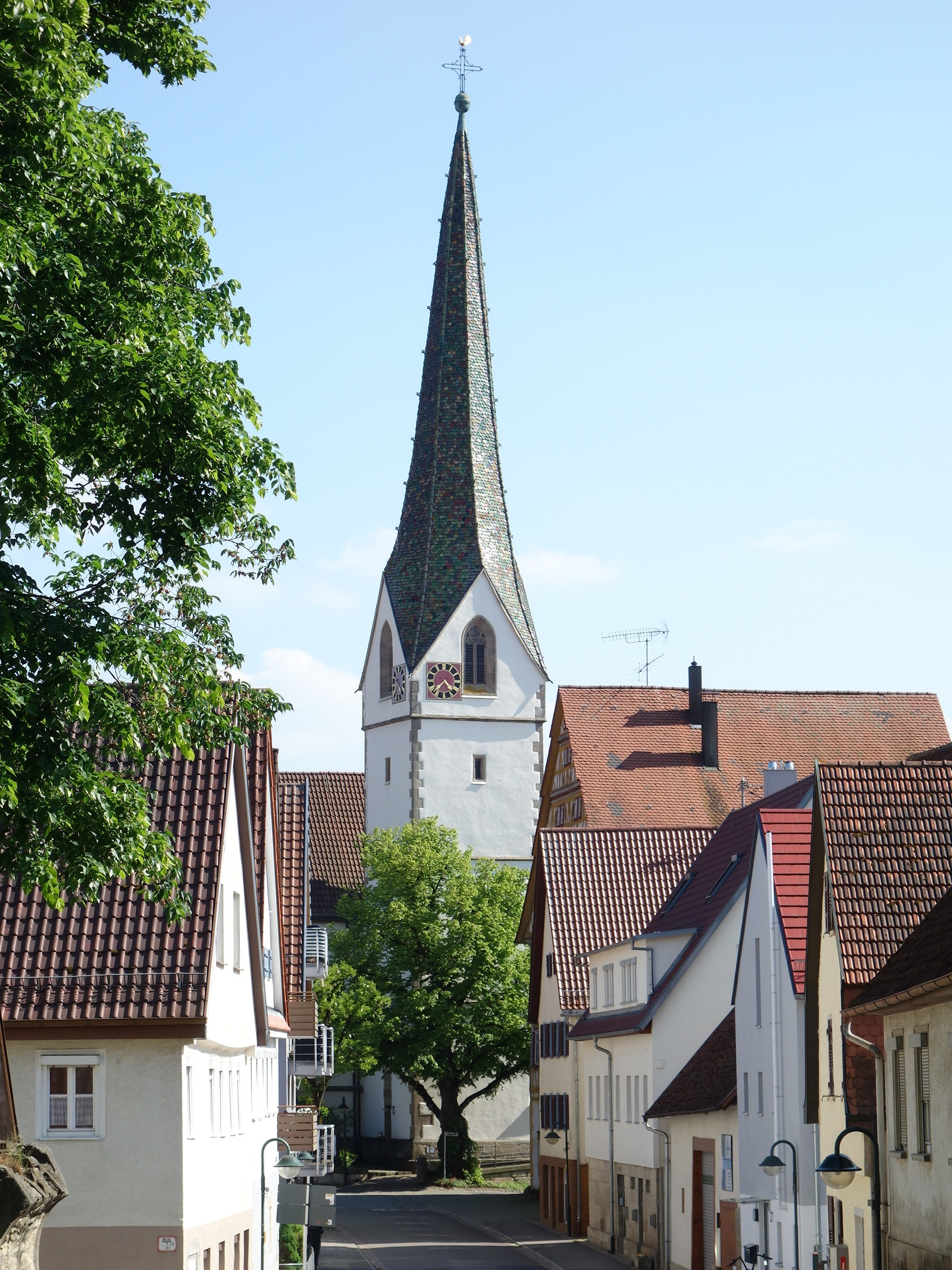
グレツィンゲンの福音主義市教会

| 年             | 1572 | 1654 | 1703 | 1745 | 1803 | 1810 | 1824  | 1834  | 1843  | 1852  | 1861  | 1871  | 1885  | 1895  | 1900  | 1905  | 1910  | 1919  |
| -------------- | ---- | ---- | ---- | ---- | ---- | ---- | ----- | ----- | ----- | ----- | ----- | ----- | ----- | ----- | ----- | ----- | ----- | ----- |
| グレツィンゲン | 450  | 258  | 448  | 593  | 870  | 893  | 945   | 958   | 967   | 977   | 900   | 933   | 882   | 804   | 784   | 845   | 856   | 870   |
| アイヒ         |      |      |      |      |      |      | 728   | 778   | 800   | 791   | 725   | 737   | 694   | 626   | 634   | 629   | 624   | 647   |
| ノイエンハウス |      |      |      |      |      |      | 565   | 624   | 668   | 776   | 674   | 772   | 838   | 748   | 724   | 718   | 716   | 793   |
| 合計           |      |      |      |      |      |      | 2.238 | 2.360 | 2.435 | 2.544 | 2.299 | 2.442 | 2.414 | 2.178 | 2.142 | 2.189 | 2.196 | 2.310 |

| 年             | 1925  | 1933  | 1939  | 1946  | 1950  | 1956  | 1961  | 1965  | 1970  | 1975  | 1980  | 1985  | 1990  | 1995  | 2000  | 2005  | 2010  | 2015   |
| -------------- | ----- | ----- | ----- | ----- | ----- | ----- | ----- | ----- | ----- | ----- | ----- | ----- | ----- | ----- | ----- | ----- | ----- | ------ |
| グレツィンゲン | 869   | 831   | 848   | 1,239 | 1,283 |       | 1,862 |       | 2,453 |       |       |       |       |       |       |       |       |        |
| アイヒ         | 635   | 662   | 660   | 909   | 971   |       | 1,600 |       | 2,224 |       |       |       |       |       |       |       |       |        |
| ノイエンハウス | 806   | 867   | 864   | 1,089 | 1,141 |       | 1,413 |       | 1,767 |       |       |       |       |       |       |       |       |        |
| 合計           | 2,310 | 2,360 | 2,372 | 3,237 | 3,395 | 3,905 | 4,875 | 6,009 | 6,444 | 7,336 | 8,195 | 8,517 | 8,709 | 9,178 | 9,531 | 9,771 | 9,716 | 10,124 |

### 宗教
アイヒタールの3つの市区はいずれも、宗教改革以後何世紀にもわたって福音主義が主流であった。グレツィンゲンに1954年からカトリック教会が存在している。ノイハウスには新使徒教会があり、この他に Evangelischen Landeskirchlichen Gemeinschaft Christusbund（旧ヴュルテンベルク兄弟団）がある。グレツィンゲン、アイヒ、ノイハウスの福音主義教会はヴュルテンベルク福音主義州教会のニュルティンゲン教会管区に属する。グレツィンゲン＝ハルトハウゼン・カトリック教会は、ロッテンブルク＝シュトゥットガルト司教区のエスリンゲン＝ニュルティンゲン首席司祭区に属している。
グレツィンゲンでは1280年に教会の存在が示されている。この教会は元々はネッカータイルフィンゲンに属していたが、1375年から独自の教会区を形成した。ウルリヒ5世伯は、1444年/1445年にこの教会にキルヒハイムの施療院を寄進した。現在の市教会は1460年頃に建設され、19世紀と20世紀に大きく改築された。アイヒの教区教会は1275年に記録されている。この教会はデンケンドルフ修道院を介してヴュルテンベルクの領主権下にあった。現在のアルバヌス教会は16世紀初めに後期ゴシック様式の内陣側塔を改築して建設された。1343年にノイエンハウスの礼拝堂に関する記録がある。この礼拝堂はヴァイル・イム・シェーンブーフの司祭区に属していた。守護権はベーベンハウゼン修道院が有していた。ノイエンハウスは16世紀に独立した教会区となった。現在の教会は1480年に後期ゴシック様式で建設され、何度も改築を受けた。交差リブヴォールトの内陣を有している。

## 行政

### 行政機関所在地
行政機関および市議会の所在地は1966年に建設されたアイヒ地区の市庁舎である。

### 議会
アイヒタールの市議会は18議席からなる。市議会はこれらの選出された名誉職の議員と議長を務める市長とで構成される。市長は市議会において投票権を有している。

### 首長
バーデン＝ヴュルテンベルク州の市町村長は8年ごとに選挙が行われる。ゼバスティアン・クルツは2020年10月25日の選挙で 53.43 % の支持票を獲得して新たな市長に選出された。
- 1976年 - 1992年: マンフレート・シュティールレ
- 1992年 - 2012年: クラウス・ヘルツォーク
- 2012年 - 2020年: ローレンツ・クルース
- 2020年 - : ゼバスティアン・クルツ[2]

アイヒタールの旗

### 紋章と旗
図柄: 頂部は金地（黄色地）でその中に黒い鹿の角。その下の主部は5回入れ替わる緑と金の横縞模様。
アイヒタールは、1535年から使用が確認できるグレツィンゲン市の紋章を採用している。これは市の創始者であるディーポルト・フォン・ベルンハウゼンの印章に、ヴュルテンベルクの鹿の角を書き加えたものである。類似の紋章は、現在のフィルダーシュタット市や旧ビッテンフェルト町でも見られ、かつてベルンハウゼン家が一時的に支配していたことがうかがえる。
市の旗は、緑 - 黄色（緑 - 金）に上下二分割。アイヒタール市の紋章と旗は1978年12月4日にエスリンゲン郡当局の認可を得た。

### 姉妹都市
- シュメグ（ハンガリー語版、英語版）（ハンガリー、ヴェスプレーム県）1990年
- リニー＝アン＝バロワ（フランス語版、英語版）（フランス、ムーズ県）1998年9月12日

## 文化と見所

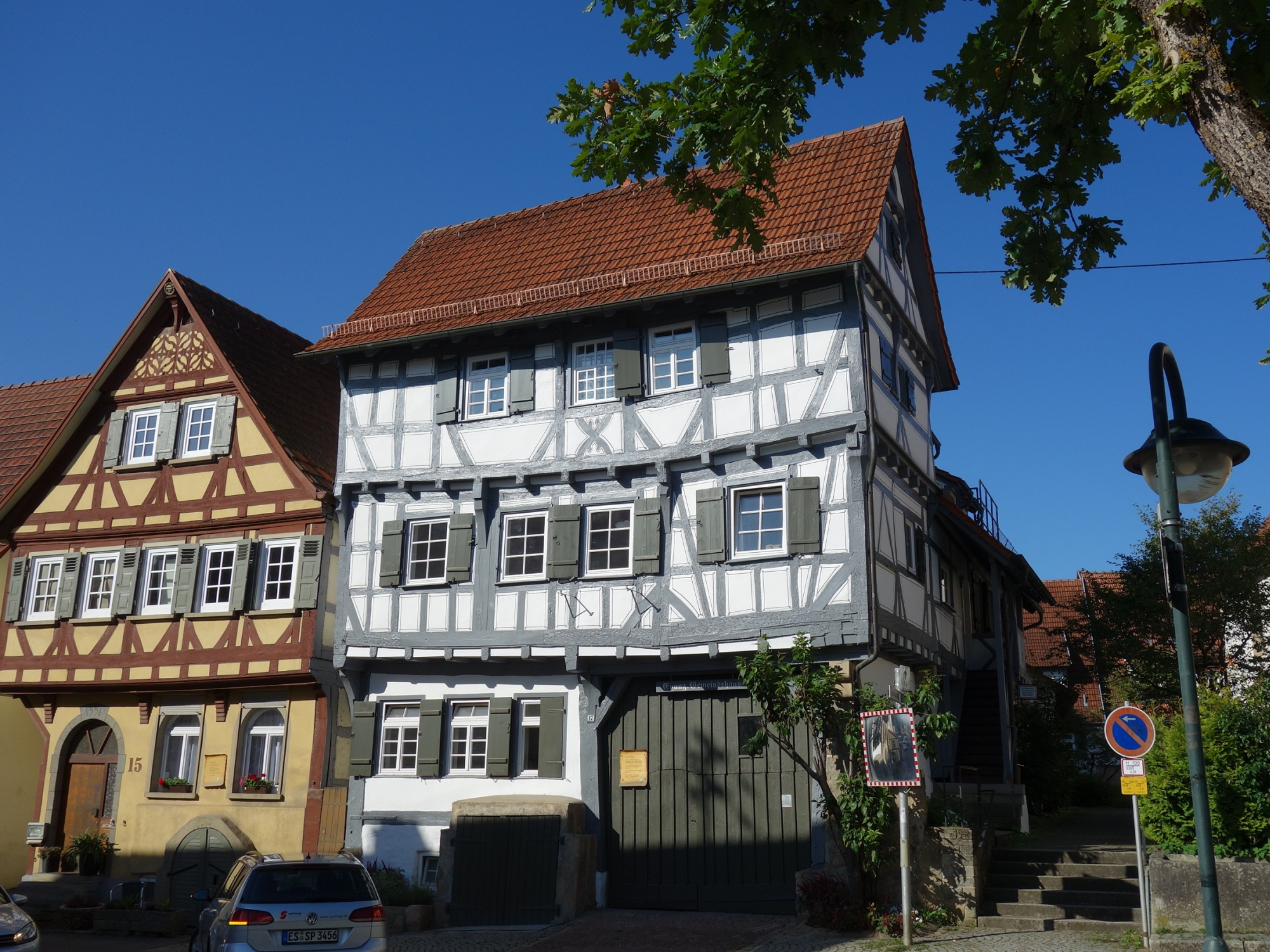
ヒンデンブルク通り15番地（向かって左）と17番地（右）の木組み建築

### 建築
グレツィンゲン市は、過去に大規模な破壊を免れたため、15世紀から16世紀に建設された木組み建築が数多く遺されている。マルクト広場沿いに1558年に建設されたヒンデンブルク通り17番地の建物は見応えがある。この建物は1738年から1820年まで学校として利用され、現在は福音主義教会の集会所となっている。1683年建造の牧師館も見所の1つである。現存する最も古い建物の1つであり、1460年頃にゴシックの新建築として建造された市教会は、19世紀と20世紀に大きく改築された。ロマネスク様式の先代の教会には、1286年のヘーデルフィンゲンにおけるヴュルテンベルクとの戦いで亡くなったディーポルト・フォン・ベルンハウゼンが葬られていた。19世紀の初めから解体された12の塔と3つの門を有していた市壁はその痕跡だけが遺されている。1968年からその一部（牢獄や火薬塔を含む）が再建されている。
1979年から1983年に建設されたアイヒタール橋は、全長 1,161 m で、ドイツで最も長い連邦道の橋である。この橋はアイヒとノイエンハウスとの間にあり、アイヒタールとボムバッハタールをまたいでいる。谷底からの高さは 52 m である。西の町境沿い、ヴァルデンブーフの高台にあたるベッツェンベルクには1976年に建設されたヴァルデンブーフ通信塔がある。高さ 146 m のこの塔は遠くからも見ることができる。近代の特徴的な建造物が、航空ナビゲーションに用いられているクラインベルグレの無線標識施設である。

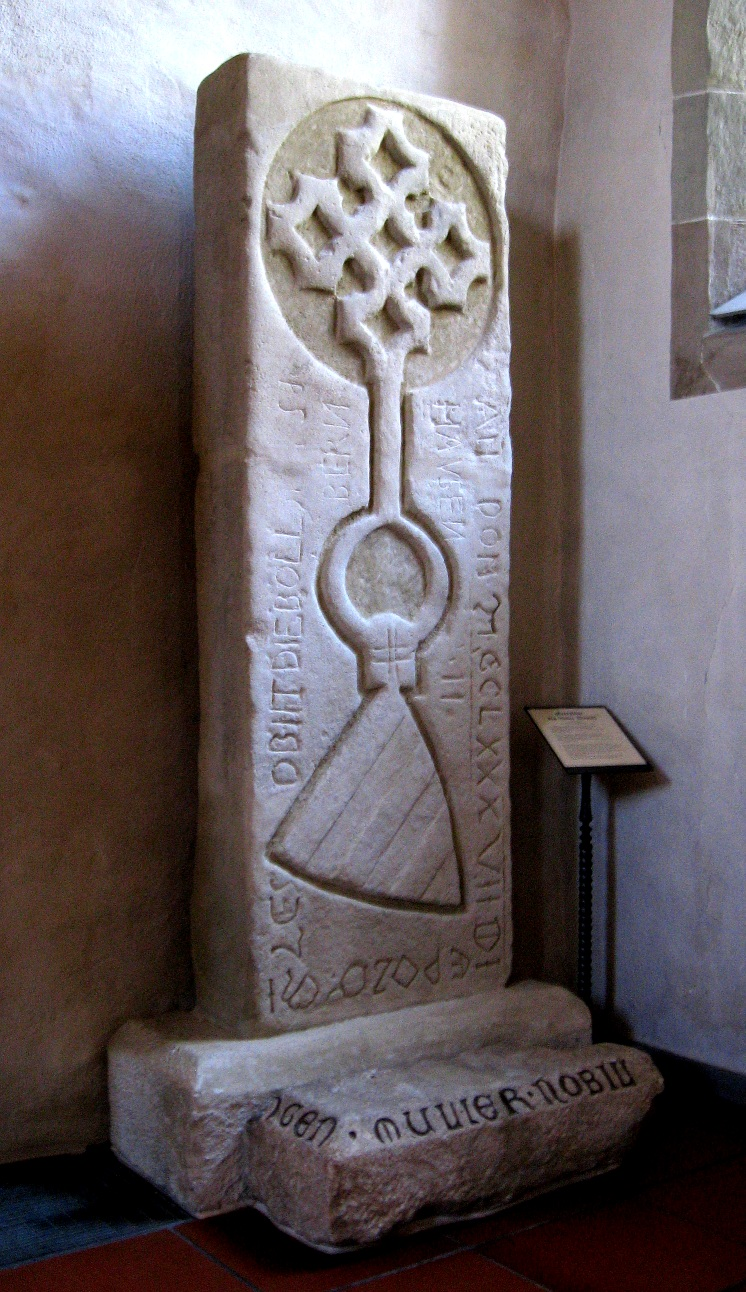
グレツィンゲンの市教会に保存されているディーポルト・フォン・ベルンハウゼンの墓碑
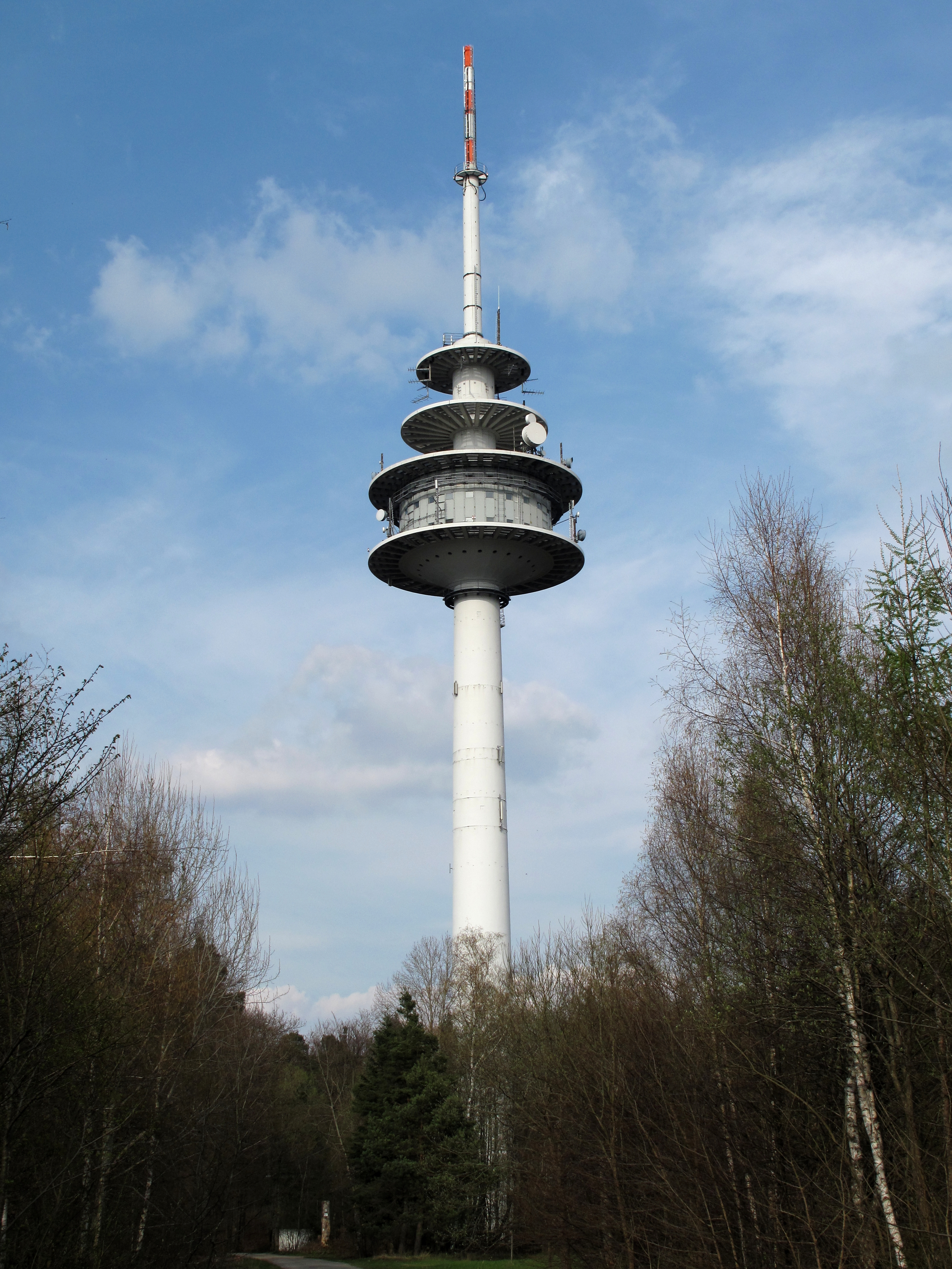
ヴァルデンブーフ通信塔
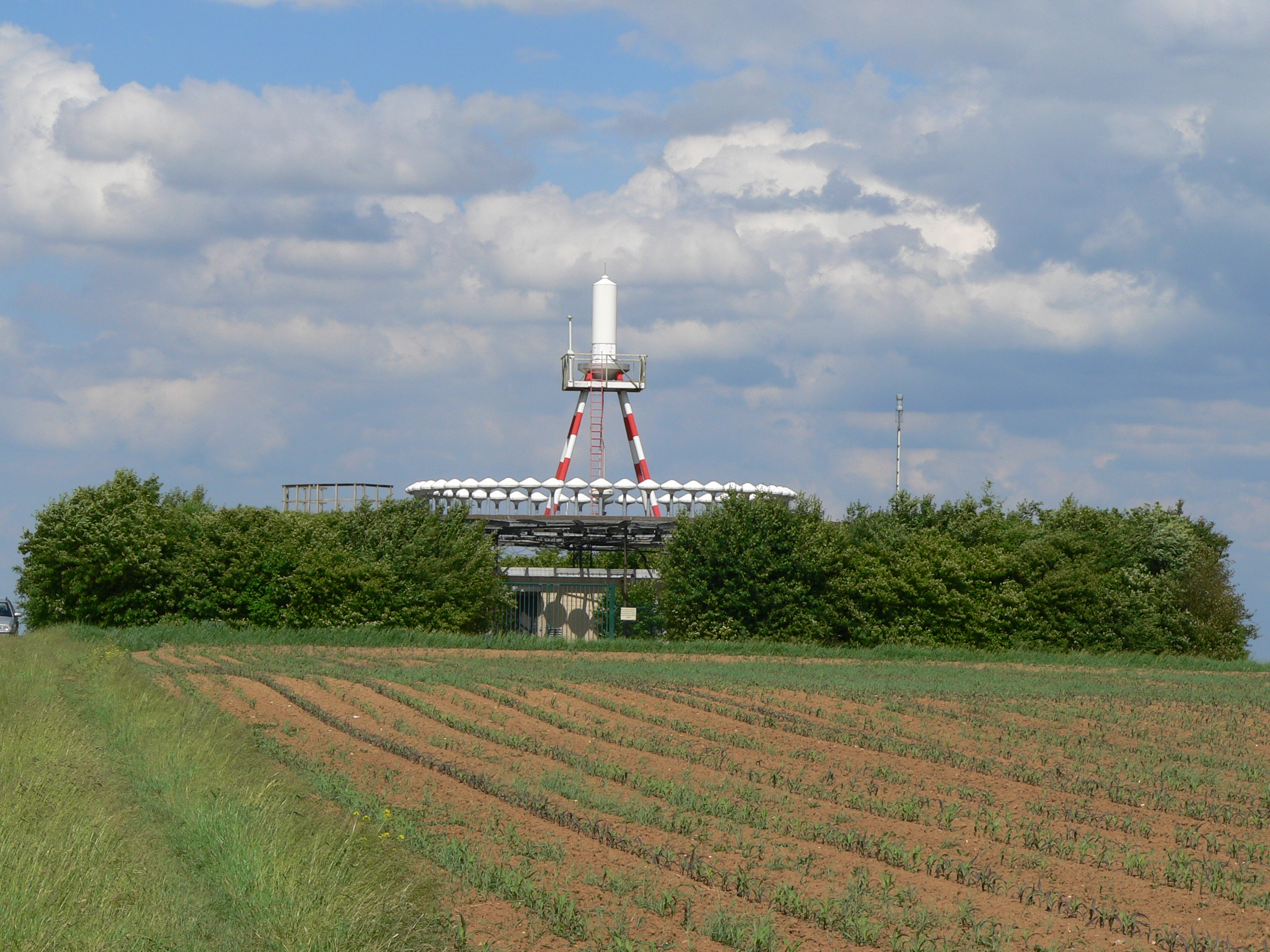
クラインベルグレの無線標識施設

### 自然
アイヒタールはシェーンブーフ自然公園に面しており、自然公園の北東部はその市域に属している。標識のある遊歩道を通って徒歩や自転車で森を出ることなくテュービンゲンやヘレンベルクへ行くことができる。自然保護区にあるシャイヒタールは、ベッツェンベルクとシャイヒベルクとの間、ノイエンハウスからデッテンハウゼンまでの約 8 km にわたって延びている。豊かに草が茂る堤、湖や池が魅力的な景観をなすこの谷には、カワセミ、ファイアサラマンダー、ムナジロカワガラスなどの珍しい生物が棲息している。
ノイエンハウスの北にはウールベルク展望塔やグリル場のあるウールベルクがあり、アイヒから直接歩いて行くことができる。ライヒェンバッハ川がアイヒ川に注ぐ河口に位置するブルクハルツ水車は、ラインフェルデンに向かうジーベンミューレンタールの出発点にあたる。この谷にはアスファルト舗装された遊歩道が通っている。

ウールベルク展望台からの眺望

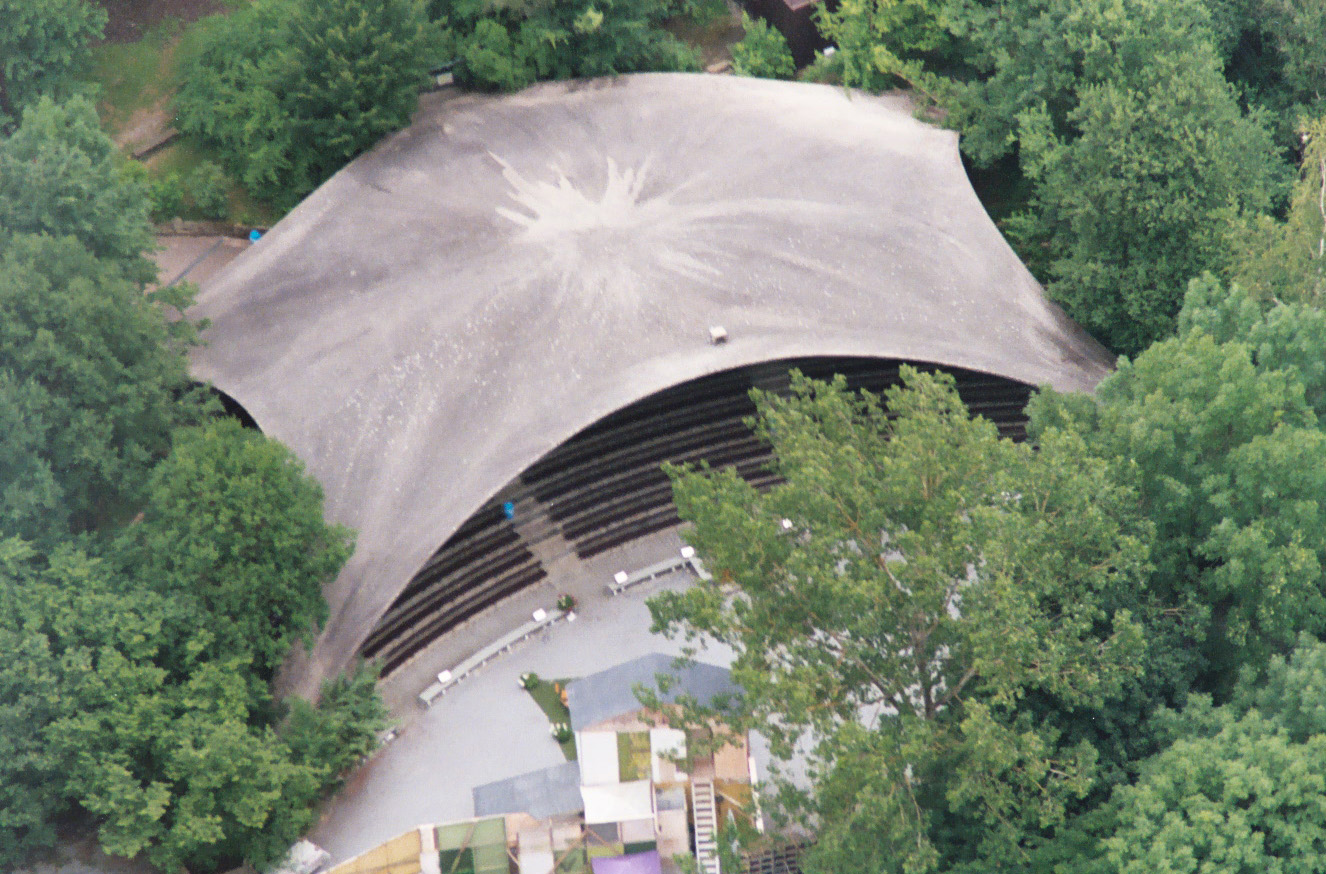
自然劇場グレツィンゲン

### 演劇
グレツィンゲンのガルゲンベルクは、1954年から演劇公演の会場として利用されている。この自然劇場グレツィンゲンでは、毎年夏に子供向け作品と一般向け作品の2作品が上演される。1978年に建設されたコンクリート製の丸屋根の下に850人の観客が収容可能である。

### 博物館
グレツィンゲン郷土博物館とノイエンハウス陶器博物館では、2つの地区の歴史を概観することができる。

### スポーツ
アイヒタールには、3つのサッカークラブ、2つのテニスクラブ、2つのウォータースポーツクラブがある。さらに2つの釣りクラブ、チェスクラブ、卓球クラブ、バレーボールクラブ、スキークラブ、合気道クラブがスポーツの機会を提供している。1974年から存在するノイエンハウスの屋内プールは、1990年代半ばに大部分が取り壊され、新たに造り直されて、ガーデン屋内プールとして再オープンした。この屋内プールはシェーンブーフの端にあるため、3つの市区越しにカイザーベルゲンまで眺めることができる。

### 音楽
アイヒとノイエンハウスの2つの音楽クラブの他に、グレツィンゲン地区消防団音楽隊、3つの合唱団とアコーディオンクラブがグレツィンゲンにある。

### 年中行事
大規模で、この地域で有名な行事には以下のものがある。
- ノイエンハウスのボックビールフェスト（5月）
- アイヒの音楽クラブのサマーフェスト（7月）
- グレツィンゲンのシュテットレスフェスト（7月末/8月初め）
- ノイエンハウスのヘフナー・ドルフフェスト（直訳: 陶工の村祭り、9月）

## 経済と社会資本

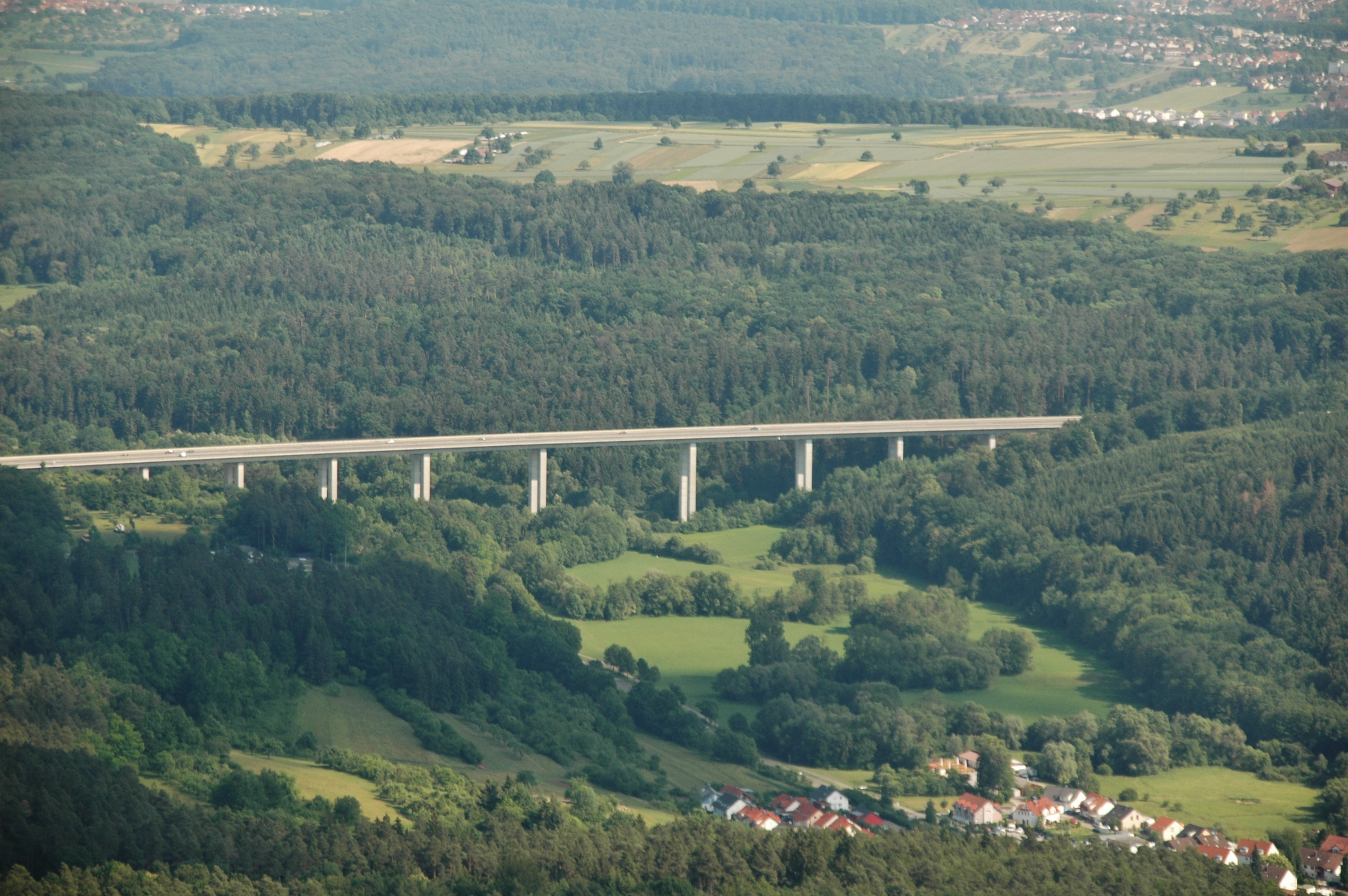
アイヒタール橋

### 交通
本市は、自動車で連邦道27号線 (B27) または312号線 (B312) を使って、シュトゥットガルト、ロイトリンゲン、テュービンゲンから約25分で到着する。シュトゥットガルト空港や最寄りの連邦アウトバーン8号線 (A8) のインターチェンジまでは約 10 km の距離にある。B27号線はアイヒとノイエンハウスとの間を4車線のアイヒタール橋で通っており、B312号線はグレツィンゲンとアイヒとの間を2車線の橋で通っている。B27号線による接続はシュトゥットガルト方面だけであり、市や工業会が長年にわたって希望しているテュービンゲン方面への接続は実現していない。州道1185号線はニュルティンゲンからアイヒタールとヴァルデンブーフを経由してベーブリンゲンに通じている。
バス路線167、805、808、809がアイヒタールとフィルダーシュタット＝ベルンハウゼン（ここでシュトゥットガルトSバーンに接続する）、ニュルティンゲン（鉄道プロヒンゲン - インメンディンゲン線に接続する）、ネッカーテンツリンゲンとを結んでいる。これらの路線の運営は、アイヒタールにあるバス会社メルヒンガーである。さらに平日にはFMO（フリードリヒ・ミュラー・オムニバス）の760番路線が1日に3-4本ノイエンハウスからヴァルデンブーフやベーブリンゲンを経てジンデルフィンゲンのメルセデス・ベンツの工場まで運行している。すべての公共交通機関はシュトゥットガルト交通・運賃連盟内の統一運賃が適用される。

### 就労
2021年6月30日現在、4,274人の社会保険支払い義務のある就労者がアイヒタールに住んでおり、このうち 3,800人、すなわち 89 % が市外で働く通勤者である。逆に市外から働きに来る通勤客が2,051人おり、市内で働く社会保険支払い義務のある就労者は2,525人である。このうち 47.1 % が製造業、29.7 % がサービス業に従事している。ドイツ連邦労働局の数値によれば、2010年には平均204人の失業者がおり、失業率は 4.7 % にあたる。
アイヒタールの農業従事者は、1961年の285人から2007年には18人にまで減少した。

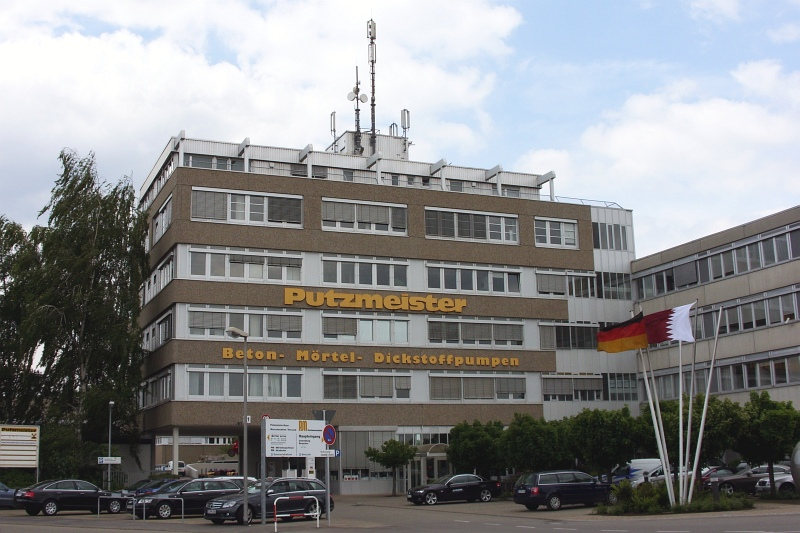
プツマイスター本社

### 地元企業
- プツマイスター、世界中に15の子会社を持つコンクリートポンプ車のトップメーカーで、1971年からアイヒタールに本社を置いている。従業員数800人以上の本市最大の雇用主である。
- パーゴ・ラベリングシステム、スイスのパーゴ・グループの、1978年に設立されたドイツ子会社で、アイヒタールでラベリング施設の他に毎年30億枚を超える製品装飾用ラベルを製造している。パーゴはアイヒタールで約500人の従業員を雇用している。
- Aldiアイヒタールは、シュヴァルツヴァルト北部からオストアルプ（シュヴェービシェ・アルプ東部）にかけて約70店舗を展開している小売チェーンAldiジュートの地域会社である。この支所は1976年に設立された後、本店は何度も拡張された。その面積は 5万平方メートルに達する。
- ザウアークラウト製造業者キンミヒは、かつて17社あった中で現存している2社のうちの1社であり、地域を超えて知られているフィルダークラウトを製造している。

### メディア
アイヒタールの出来事は、ニュルティンガー・ツァイトゥングで報道される。この他にシュトゥットガルター・ツァイトゥングおよびシュトゥットガルアー・ナハリヒゲンもエスリンゲン郡向けの地方版を刊行している。1975年から週刊で市の広報誌が発行されている。フィルダー＝エクストラとニュルティンガー・エコーは週刊の商用誌である。1995年から2010年までは、これに加えてアイヒターラー・エコーが刊行されていた。

### 公共施設
アイヒタール消防団は、市域の消防と救命救急を担当している。この消防団は3つの市区それぞれの分団、合わせて10小隊、グレツィンゲン音楽隊、女性消防隊からなる。
アイヒタールには幼稚園が9園（グレツィンゲンに4園、アイヒに3園、ノイエンハウスに2園）とグレツィンゲンにヴァルドルフ幼稚園、ノイエンハウスに森のようちえんがある。
青少年館は、6歳から25歳までの若者たちのために毎日開館している。屋外では、ハーフパイプ、バレーボールコート、ストリートボールコートが利用できる。屋内にはビリヤード、テーブル・フットボール、卓球、ダーツなどのゲームや、インターネットPCが用意されている。定期的なイベントとしてはディスコ、ロックコンサート、映画の夕べがある。
21,000点のメディアを収蔵するグレツィンガー・ヘレーネンハイムの市立図書館はすべての市民に公開されている。

### 教育
グレツィンゲン基礎課程・本課程学校の他に、アイヒとノイエンハウスに基礎課程学校がある。上級の学校は近隣のニュルティンゲンやフィルダーシュタットおよびネッカーテンツリンゲンにある。ニュルティンゲン市民大学はアイヒタールに分校を有している。さらにノイエンハウス市区には、州認定の Heilerziehungspfleger（直訳: 療養教育介護士）になるための専門学校カール＝シューベルト＝セミナーがあった。このセミナーは2011年からヴォルフシュルーゲンに移転した。

### ライフライン

#### 電力供給
グレツィンゲンは1910年から、アイヒとノイエンハウスは1912年から電力網に接続している。電力網は現在 EnBW レギオナル AG によって運営されている。

#### ガス供給
EnBW レギオナル AG が運営する天然ガス網が整備されているアイヒとグレツィンゲンではガス供給がおこなわれている。

#### 上水道
アイヒタールは、フィルダー水供給目的連合 (Fiwa) およびボーデン湖水供給目的連合 (BWV) に加盟している。グレツィンゲンは1943年から一部が、1951年から全域が Fiwa によってネッカータールフィンゲンからネッカー川の水が供給されている。アイヒも1957年から同様である。ノイエンハウスの水は、自前のメンヒス水源からの水であったが、1970年からこれに加えて BWV から水の供給を受けている。1日の1人あたりの水供消費量は平均121リットルである。

#### 下水道
排水の浄化処理は、グレツィンゲンの東にある汚水処理場で行われている。

#### 廃棄物処理
廃棄物処理はエスリンゲン郡の廃棄物処理会社が担当している。

## 人物

### ゆかりの人物
- パウル・マール（ドイツ語版、英語版）（1937年 - ）児童文学作家。数年間グレツィンゲンに住んだ。

## 関連図書
- August Friedrich Pauly, ed (1848). “Aich”. Beschreibung des Oberamts Nürtingen. Die Württembergischen Oberamtsbeschreibungen 1824–1886. Band 25. Stuttgart / Tübingen: Cotta’sche Verlagsbuchhandlung. pp. 135–139
- Günter Klock, ed (1998). Aichtal in alten Ansichten. Zaltbommel/Niederlande: Europäische Bibliothek. ISBN 90-288-6566-7
- Günter Klock, ed (1987). Grötzingen – Einblicke in die Vergangenheit. Horb: Geiger. ISBN 978-3-89264-160-5
- Das Land Baden-Württemberg. Band 3. Stuttgart: Kohlhammer. (1978). pp. 183–186. ISBN 978-3-17-004758-7
- Orts-Chronik der Gemeinde Neuenhaus (Häfner-Neuhausen). Gemeindeverwaltung Neuenhaus. (1973)
- Erich Keyser, ed (1962). Württembergisches Städtebuch. Stuttgart: Kohlhammer. pp. 101–102
- Hans Schwenkel (1953). Heimatbuch des Kreises Nürtingen. Band II. Kreisverband Nürtingen. pp. 65–80, 259–282, 692–707
- Otto Schuster (1929). Heimatgeschichte der Stadt Grötzingen. Nürtingen: Buchdruckerei Karl Henzler
- Landesarchiv Baden-Württemberg i. V., Landkreis Esslingen, ed (2009). Der Landkreis Esslingen, Band 1. Ostfildern: Jan Thorbecke Verlag. pp. 233–251. ISBN 978-3-7995-0842-1
- Bodo Cichy (1973). “Die Mauern von Grötzingen, Kreis Esslingen. Denkmalpflege in einer kleinen Stadtgemeinde”. Denkmalpflege in Baden-Württemberg 2. Jg. (Heft 3):  16–25.